# Tensororganisation
Unter dem Begriff Tensororganisation wird in der deutschen Organisationsliteratur ein drei- oder mehrdimensionales Strukturmodell verstanden.
Der Begriff Tensor ist der Mathematik entlehnt. Die Aufgabenteilung richtet sich üblicherweise nach den Dimensionen: Ausrichtung, Objekt/Projekt und Region. Diese Organisationsstruktur ist interessant für internationale Unternehmen, die auf heterogenen Märkten eine diversifizierte Produktpalette anbieten. Ihr Einsatz erfolgt bei relativ instabiler Umweltsituation und bei inhomogenem Leistungsprogramm. In dieser Organisationsform werden an die Kooperationsfähigkeit der Stelleninhaber hohe Anforderungen gestellt. Die Tensororganisation ist eng verwandt mit der Matrixorganisation und weist ähnliche Vor- und Nachteile auf.